# Oscar Montañés
Oscar Montañés (La Plata, 14 agosto 1912 – 13 dicembre 1985) è stato un calciatore argentino, di ruolo difensore.

## Carriera

### Club
Ha sempre giocato nel campionato argentino.

### Nazionale
Ha collezionato 14 presenze con la maglia della Nazionale.